# ثوم أبرامزي
ثوم أبرامزي (الاسم العلمي: Allium abramsii) هو نوع من النباتات يتبع جنس الثوم من الفصيلة النرجسية.